# Postsimbolisme
El Postsimbolisme és un corrent poètic que es va crear a Catalunya entre els anys 20 i 30. Va heretar la tradició simbolista portada fins als extrems de la complexitat de la poesia pura que es veu influïda pels esdeveniments polítics del país.
La terminologia estètica emprada pels teòrics de la poesia esdevingué, en els anys vint, sospitosament coincident. La màxima virtut de l'art poètic era el lirisme. “El lirisme és l'essència del pensament i de la sensibilitat humana”, segons afirmava Fidel Riu. I afegia: “Lirisme vol dir concentració, no expansió. La poesia en el seu significat estrictament líric, és una art puríssima la qual necessita produir-se en un moment de serenor mental”. A aquesta poesia que pot dignificar la condició humana s'hi accedia fent ús de la gràcia, de la tendresa. Era condicionada per la sinceritat, i molt mallarmeanament, no deia, sinó que suggeria, i d'aquesta manera es justificava la fusió de fons i forma, l'aspiració d'esdevenir semblant a la música. Carles Riba, per exemple, feia seus uns mots de Walter Pater: “Tota art constantment aspira a la condició de la música. Perquè mentre en totes les altres menes d'art és possible distingir la matèria de la forma, i l'enteniment pot fer sempre aquesta distinció, tota vegada l'esforç constant de l'art és per anul·lar-la”.